# William Duval

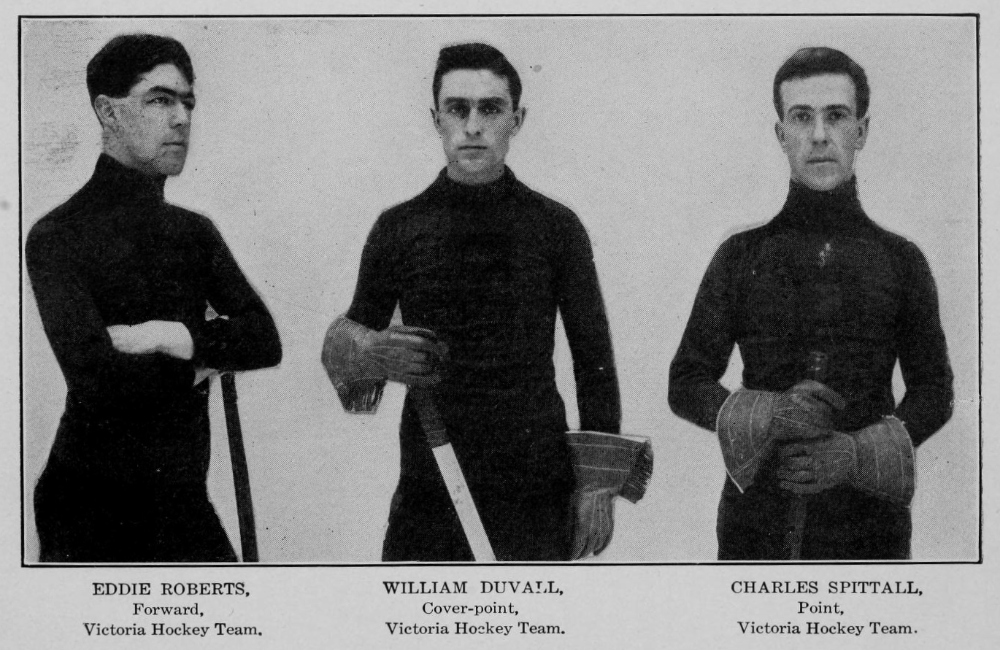
Duval, i mitten, med Pittsburgh Victorias.

William James "Peg" Duval, född  3 augusti 1877 i Ottawa, död 7 juni 1905 i Pittsburgh, var en kanadensisk ishockeyspelare, på amatörnivå samt professionellt. Duval spelade för Ottawa Hockey Club i CAHL samt för Pittsburgh Victorias och Pittsburgh Professionals i WPHL respektive IPHL åren 1900–1905.

## Karriär
"Peg" Duval, som spelade på backpositionen, spelade intermediär ishockey i hemstaden Ottawa för Ottawa Aberdeens innan han anslöt till Ottawa Hockey Club i Canadian Amateur Hockey League säsongen 1900. Han spelade även för Ottawa HC säsongerna 1901 och 1902, den sista säsongen som lagkapten, innan han bytte lag och liga till Pittsburgh Victorias i den semiprofessionella ligan WPHL. Duval spelade två säsonger för Victorias i WPHL och gjorde sammanlagt tre mål och fem assists för åtta poäng på 23 spelade matcher.
Då WPHL lades ner inför säsongen 1904–05 följde han med det lag från Pittsburgh, Pittsburgh Professionals, som kom att ansluta till den första helprofessionella ishockeyligan IPHL.

### Hälsoproblem
Under tiden med Pittsburgh Professionals i IPHL hade Duval det svårt med att hålla sig i speldugligt skick på grund av alkoholism och i december 1904 var han tvungen att avbryta en match mot Portage Lakes Hockey Club. Han stängdes därefter av från spel av klubben utan lön inför en match mot Michigan Soo Indians. Duval återkom dock till laget i januari 1905 och sköt bland annat det avgörande målet i en match mot Calumet Miners. I februari 1905 lät dock klubben Duval gå sedan han åter igen visat sig i odugligt spelskick inför en match mot Canadian Soo Algonquins.
Duval dog den 7 juni 1905, 27 år gammal, i sin bostad på Penn Avenue i Pittsburgh av vad som föreföll vara alkoholförgiftning. Veckan innan sin bortgång hade han setts bete sig osedvanligt samt även drickandes i stora mängder. Orsaken till Duvals omåttliga drickande under den sista veckan av hans liv klargjordes aldrig offentligt men ett brev, skrivet av hans syster i Ottawa, som nådde hans bostad efter hans död meddelade Duval att "flickan och barnet hade det bra och att han inte borde vara nedslagen". Vid tiden för sin död arbetade Duval vid Pennsylvania Railroad på 28th Street i Pittsburgh.  

## Statistik
| 1900        | Ottawa Hockey Club       | CAHL        | 5  | 2 | – | 2 | – | – | – | – | – | – |
| 1901        | Ottawa Hockey Club       | CAHL        | 8  | 0 | – | 0 | – | – | – | – | – | – |
| 1902        | Ottawa Hockey Club       | CAHL        | 5  | 2 | – | 2 | – | – | – | – | – | – |
| 1902–03     | Pittsburgh Victorias     | WPHL        | 13 | 2 | 2 | 4 | 8 | – | – | – | – | – |
| 1903–04     | Pittsburgh Victorias     | WPHL        | 10 | 1 | 3 | 4 | 0 | – | – | – | – | – |
|             | Pittsburgh Victorias     | US Pro      | –  | – | – | – | – | 6 | 0 | 1 | 1 | 3 |
| 1904–05     | Pittsburgh Professionals | IPHL        | 13 | 4 | 0 | 4 | 6 | – | – | – | – | – |
| CAHL totalt | CAHL totalt              | CAHL totalt | 18 | 4 | – | 4 | – | – | – | – | – | – |
| WPHL totalt | WPHL totalt              | WPHL totalt | 23 | 3 | 5 | 8 | 8 | – | – | – | – | – |

Statistik från Society for International Hockey Research på sihrhockey.org